# Тирли (Гросето)
Тирли (итал. Tirli) је насеље у Италији у округу Гросето, региону Тоскана.
Према процени из 2011. у насељу је живело 255 становника. Насеље се налази на надморској висини од 395 м.